# Уваркина, Евгения Юрьевна
Евге́ния Ю́рьевна Ува́ркина (род. 30 мая 1974, Омсукчан, Магаданская область, РСФСР, СССР) — российский политический деятель.  Сенатор Российской Федерации — представитель исполнительной власти Липецкой области ( с 17 сентября 2024 года). Вошла в Комитет Совета Федерации по бюждету и финансовым рынкам.
Главой администрации города Липецка (1 апреля 2019 — 20 июня 2024), первая женщина — глава города Липецка.

## Биография
Родилась 30 мая 1974 года в посёлке городского типа Омсукчан Омсукчанского района Магаданской области.
В 1977 году с семьёй переехала в город Липецк. В 1999 году окончила Липецкий казачий институт технологий и управления (филиал) ФГБОУ ВО «Московский государственный университет технологий и управления имени К. Г. Разумовского (Первый казачий университет)» по специальности «Менеджмент». В 2002 году прошла курсы повышения квалификации в Институте менеджмента, маркетинга и финансов (по специальности «Менеджмент организации»). В 2016 году окончила Липецкий эколого-гуманитарный институт по специальности «Государственное и муниципальное управление».
В 1997 году Евгения Юрьевна основала сельскохозяйственную компанию «ТРИО». Занимала должности Председателя Совета Директоров Ассоциации сельхозтоваропроизводителей Липецкой области, руководителя наблюдательного Совета СПССК «Объединённые производители молока».
С марта 2017 по июнь 2019 года — член Общественной палаты Российской Федерации. Была Председателем Комиссии по развитию агропромышленного комплекса и сельских территорий.
29 марта 2019 года глава города Липецка Сергей Иванов назначил Евгению Уваркину первым заместителем. С 1 апреля 2019 года исполняла обязанности главы. 25 июня 2019 года вступила в должность мэра Липецка.
Разгорелся скандал сразу после вступления в должность главы администрации города Липецка из-за  высшего образования Евгении Уваркиной. Она при подаче документов в избирательную комиссию оказала, что закончила Международный независимый социальный университет. Такая информация ещё была размещена на официальном сайте мэрии Липецка. На самом деле такого высшего учебного заведения не существует не только в России, но и вообще в мире. Представители политической партии КПРФ в Липецке обвинили главу города во вранье и потребовали скорейшей её отставки. 
3 июня 2024 года губернатор Липецкой области Игорь Артамонов анонсировал переход Уваркиной в вице-губернаторы по нацпроектам. Имя нового градоначальника на этот момент названо не было.
20 июня 2024 года обязанности мэра Липецка стал исполнять бывший глава Лебедянского района Роман Ченцов, а Евгения Уваркина заняла пост заместителя губернатора Липецкой области.
17 сентября 2024 Игорь Артамонов наделил Евгению Уваркину полномочиями сенатора от Липецкой области в Совете Федерации.

## Личная жизнь
Замужем, шестеро детей: два сына и четыре дочери.

## Награды
- Почётный знак «За заслуги перед Тербунским районом»[4];
- Благодарность Министерства сельского хозяйства Российской Федерации[4];
- Благодарность Министерства экономического развития Российской Федерации[4];
- Почётные грамоты главы администрации Липецкой области[4].